# Àntim VII de Constantinoble
Àntim VII (en grec Άνθιμος Ζ') va ser patriarca de Constantinoble de l'any 1895 al 1897.
Havia nascut l'any 1827 o potser el 1832 a l'Epir i portava el nom laic d'Àngel Tsatsos (en grec Άγγελος Τσάτσος 'Ángelos Tsátsos'). Va fer de comerciant com el seu pare, però més endavant els seus pares es van instal·lar a Ioànnina. Va mostrar interès per la vida eclesiàstica i el metropolità de Ioànnina el va ordenar diaca i li va posar el nom d'Àntim. Va estudiar a l'Escola Teològica de Halki i allà va ser company del futur patriarca Joaquim IV.
L'any 1869 va ser nomenat bisbe de Paramítia i el 1877 metropolità d'Enez, i el 1888 de Pomòrie, però no va anar a aquesta seu i va renunciar o es va negar a assumir el càrrec. El 1893 va ser metropolità de Korçë i l'any següent de Leros i Kàlimnos. El 20 de gener de 1895 va ser elegit patriarca després de la renúncia del seu predecessor, Neòfit VIII.
Durant el seu patriarcat es va construir una nova seu per a l'Escola teològica de Halki, que es va inaugurar el 6 d'octubre de 1896. Poc després, abans de la guerra greco-turca de 1897, Àntim va rebre la visita d'un emissari de la «Societat Nacional» (Εθνική Εταιρεία 'Ethniki Etaireia'), una societat secreta nacionalista i irredemptista grega i defensora de la Gran Idea. Aquesta visita pretenia donar-li a conèixer l'associació i informar-lo dels seus objectius i plans més extremistes, com ara els incendis a Istanbul. Va amenaçar de denunciar l'emissari a les autoritats otomanes, i va exigir que l'ambaixada grega l'expulsés immediatament, cosa que de fet l'ambaixada va fer.
Després de la promulgació de l'encíclica Praeclara gratulationis publicae del papa Lleó XIII el 20 de juny de 1894, Àntim va publicar una rèplica que refutava els principis que l'encíclica proposava per la unió de les esglésies Ortodoxa i Romana. Mentre citava els arguments ortodoxos tradicionals contra la corrupció occidental de la doctrina cristiana primitiva, Àntim introduïa nous arguments basats en doctrines aprovades per l'Església romana durant el segle xix. Segons ell, es van incorporar noves idees a la fe cristiana, com l'anunci del papa Pius IX l'any 1854 del dogma de la Immaculada Concepció de Maria, que deia que Maria sempre havia estat lliure del pecat original, i el decret del Concili Vaticà I (1869-1870) sobre la Infal·libilitat Papal.
També va enviar una delegació de l'Església Ortodoxa a Moscou per assistir a la coronació del tsar Nicolau II, un fet que van celebrar tant el tsar com el sultà otomà. Es va veure finalment obligat a dimitir el 29 de gener de 1897 després de només dos anys de patriarcat quan va perdre la confiança de la majoria del Sant Sínode. Es va retirar a Burgazada, a les Illes dels Prínceps, on es va dedicar a escriure, i després a Şişli, on va morir el 5 de desembre de 1913.